# Rue Lorget
La rue Lorget est une voie de communication de Saint-Denis,.

## Situation et accès
Cette rue démarre de la place Pierre-de-Geyter où se trouve le square du même nom. Au niveau de la place Parmentier, elle forme le départ de la rue Génin sur sa droite et croise la rue du 4-Septembre sur sa gauche. Elle se termine dans l'alignement de la rue Bobby-Sands, piétonne à cet endroit.

## Origine du nom

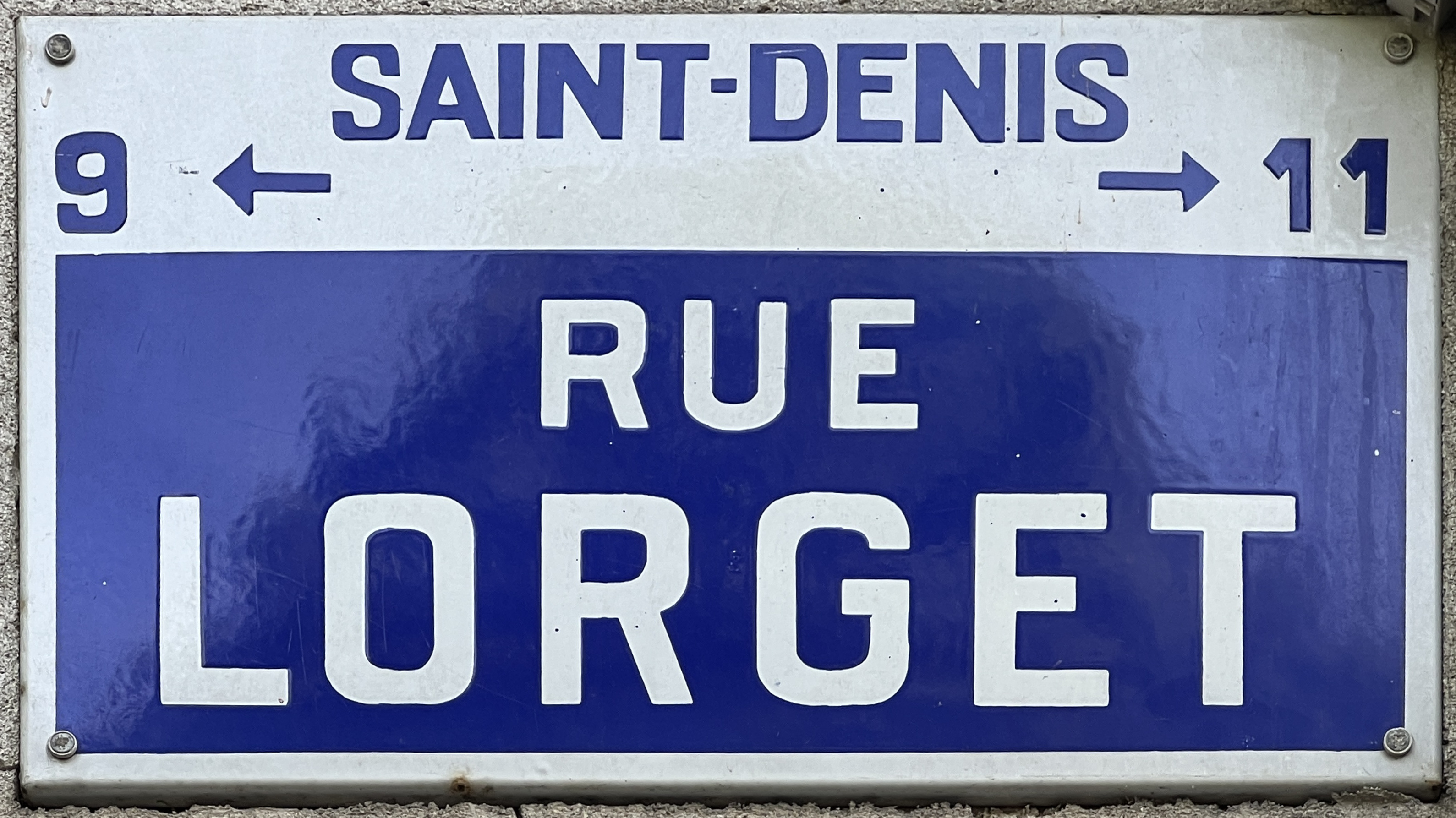
Plaque Rue Lorget en 2022.

Le nom de cette rue lui fut attribué en commémoration d'Étienne Lorget qui, en 1862, a légué au bureau de bienfaisance de Saint-Denis une rente annuelle de 150 francs.

## Historique
Le nom de « rue Lorget » lui fut attribué le 1er janvier 1896.
Le 15 février 1982, une partie de cette rue, autrefois appelée rue Lorget prolongée, a été renommée « rue Bobby-Sands », en mémoire de Robert Gerard Sands, nationaliste irlandais mort d'une grève de la faim en 1981.

## Bâtiments remarquables et lieux de mémoire
- Square Pierre-de-Geyter, anciennement square Thiers.